# Víktor Máslov
Víktor Aleksándrovich Máslov (en ruso: Ви́ктор Алекса́ндрович Ма́слов; 27 de abril de 1910-11 de mayo de 1977, Moscú) fue un entrenador y futbolista ruso. Condecorado como Maestro de Deportes de la Unión Soviética y entrenador de honor de la RSS de Ucrania (1966), entrenador de honor de la URSS (1960), Máslov dirigió a varios equipos importantes del fútbol soviético, como el Torpedo Moscú y el Dynamo Kiev. Fue reconocido entre los 50 mejores entrenadores en el 50.º aniversario de la revista World Soccer.

## Trayectoria
Como futbolista, Máslov jugó prácticamente durante toda su carrera en el Torpedo Moscú, del que fue capitán entre 1936-1939. En 1942 Máslov terminó su carrera como jugador.
En 1945 inició su trayectoria como entrenador en el Torpedo, club al que dirigió en varias etapas a lo largo de su carrera y en el que acabó convirtiéndose en una leyenda. En 1960 alcanzó uno de los mayores éxitos en la historia del Torpedo al ganar el doblete, campeonato de liga y copa soviética, pero fue despedido al año siguiente. Después de eso, Máslov estuvo dos temporadas con el club SKA Rostov del Don. En 1964 llegó al Dynamo Kiev, en el que permaneció seis temporadas y ganó tres ligas y dos copas. El último club de Máslov fue el Ararat, donde fue por recomendación de Nikita Simonyan. Con este equipo ganó la Copa de la URSS en 1975.

## Legado
Máslov fue uno de los mayores teóricos del fútbol soviético y uno de los primeros en el mundo en aplicar la formación 4-4-2. También fue uno de los primeros entrenadores en la Unión Soviética que reconvirtió a los delanteros extremos en interiores para ayudar a la defensa. Algunos expertos de fútbol reconocen en Máslov uno de los pioneros del posterior «fútbol total», que fue utilizado y popularizado más tarde por Rinus Michels.

## Principios
- Un sistema de roles que debe constituir un estilo de juego colectivo por sobre el individualismo.
- Adhesión de los jugadores al sistema táctico y sus principios, nunca adecuación del sistema al jugador.
- Un centro del campo de cuatro hombres sin extremos, pero con centrocampistas laterales que trabajen delante de los defensas laterales.
- Preferir los pases antes de los regates, en los que los jugadores no deben retener el balón más tiempo del necesario.
- Laterales para incorporarse a la circulación del balón.
- Usar un hombre ancla a modo de controlador defensivo en el mediocampo, para proteger la línea de 4 defensas.
- El jugador más creativo debe ser utilizado como un marcador de juego avanzado en 3/4 de campo.
- Los centrocampistas presionando como una unidad comprimida en el mediocampo.
- Marcaje prohibido y uso exclusivo del marcaje zonal por sobre la marca hombre a hombre.
- Dibujo táctico del 4-4-2 (4-1-3-2).[5]

## Palmarés

### Entrenador
Torpedo
- Primera División de la Unión Soviética: 1960
- Copa de la Unión Soviética: 1952, 1960, 1972

 Dynamo Kiev
- Primera División de la Unión Soviética: 1966, 1967, 1968
- Copa de la Unión Soviética: 1964, 1966

 Ararat Ereván
- Copa de la Unión Soviética: 1975

### Distinciones individuales

#### Clasificaciones de los mejores entrenadores de todos los tiempos
| Premio          | Posición | Top 10 | Año  | Referencias |
| --------------- | -------- | ------ | ---- | ----------- |
| France Football | 23°      | No     | 2019 | [ 6 ] [ 7 ] |